# Rufus Bullock
Rufus Brown Bullock (28 mars 1834 – 27 avril 1907) est un homme politique et homme d'affaires du Parti républicain en Géorgie. Pendant l'ère de la reconstruction, il a été gouverneur de l'État de 1868 à 1871, et à ce titre a prôné l’égalité économique et des droits politiques pour les Noirs et les Blancs en Géorgie. Il a également fait la promotion de l'éducation publique pour les deux, et a encouragé les chemins de fer, les banques et le développement industriel. En cours de mandat, il a demandé l'aide de l'armée fédérale pour assurer les droits des esclaves libérés ; cela fait de lui l'homme le plus détesté de l'État, qu'il dut quitter sans terminer son mandat. Après son retour en Géorgie et avoir été lavé des accusations de corruption, il devint un citoyen privé estimé.

## Biographie
Bullock est né à Bethléem dans l'État de New York et a déménagé à Augusta en Géorgie en 1857 pour son travail avec la société de télégraphe Adams Express.
Après que la Géorgie a ratifié le quatorzième amendement de la Constitution, l'État avait de nouveau droit à une représentation au Congrès comme l'un des États de l’Union. Mais la Géorgie a de nouveau perdu ce droit lorsque l'Assemblée générale a expulsé les vingt-huit membres noirs et empêché les Noirs de voter à l'élection présidentielle de 1868. En réponse à un appel de Bullock, la Géorgie fut de nouveau placée sous le régime militaire 22 décembre 1869. Cela a fait Bullock une figure politique détestée dans le pays. Après diverses allégations ridicules de scandale il fut obligé par les menaces du Ku Klux Klan de démissionner du poste de gouverneur, et il sentit qu'il était plus prudent de quitter l'État. Il a été remplacé par le président républicain du Sénat Benjamin Conley qui a servi comme gouverneur pour les deux mois restants du mandat. Conley a été remplacé par James M. Smith, un démocrate, et aucun républicain ne servirait à nouveau comme gouverneur de La Géorgie jusqu'à Cenny Perdue en 2003.

## Source
- (en) Cet article est partiellement ou en totalité issu de l’article de Wikipédia en anglais intitulé « Rufus Bullock » (voir la liste des auteurs).